# Ilha Tiburón

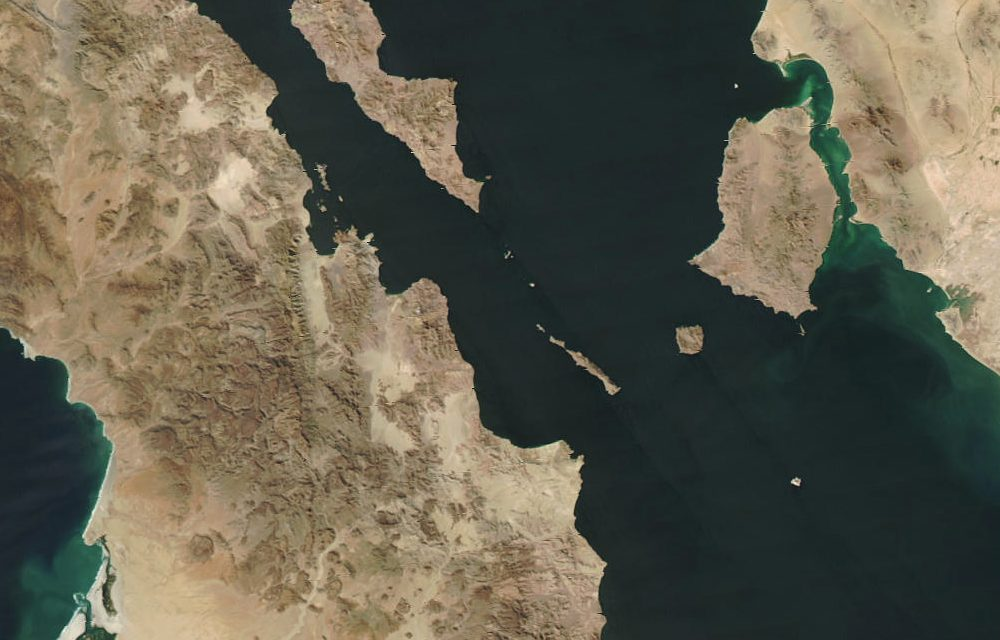
Acima à direita, a Ilha Tiburón

A Ilha Tiburón (em castelhano:  Isla Tiburón ou Isla del Tiburón (Tahéjöc /taˡʔɛxʷk/ na língua seri) é uma ilha situada no alto do Golfo da Califórnia muito perto da costa leste do mesmo. Tem uma extensão de 1208 km², sendo a maior ilha mexicana. é uma reserva natural desde 1963. Pertence ao estado de Sonora, especificamente ao município de Hermosillo, e situa-se aproximadamente à mesma latitude que Hermosillo. Está separada do continente por um estreito canal de somente três quilómetros de largura chamado Estreito do Infiernillo.
A ilha está desabitada, com excepção de uma instalação militar situada na zona oriental da ilha. É administrada como reserva ecológica pelo governo dos seris, em conjunto com o governo Federal. Em século anteriores, a ilha foi habitada por três grupos ("bandas") de seris: os Tahejöc comcaac, os heeno comcaac e os xiica Hast ano coii (em parte).
A comunidade mais próxima é Punta Chueca (Socáaix na língua seri), de onde se pode chegar à ilha. Esta comunidade é habitada principalmente por pescadores e gente do povo seri.

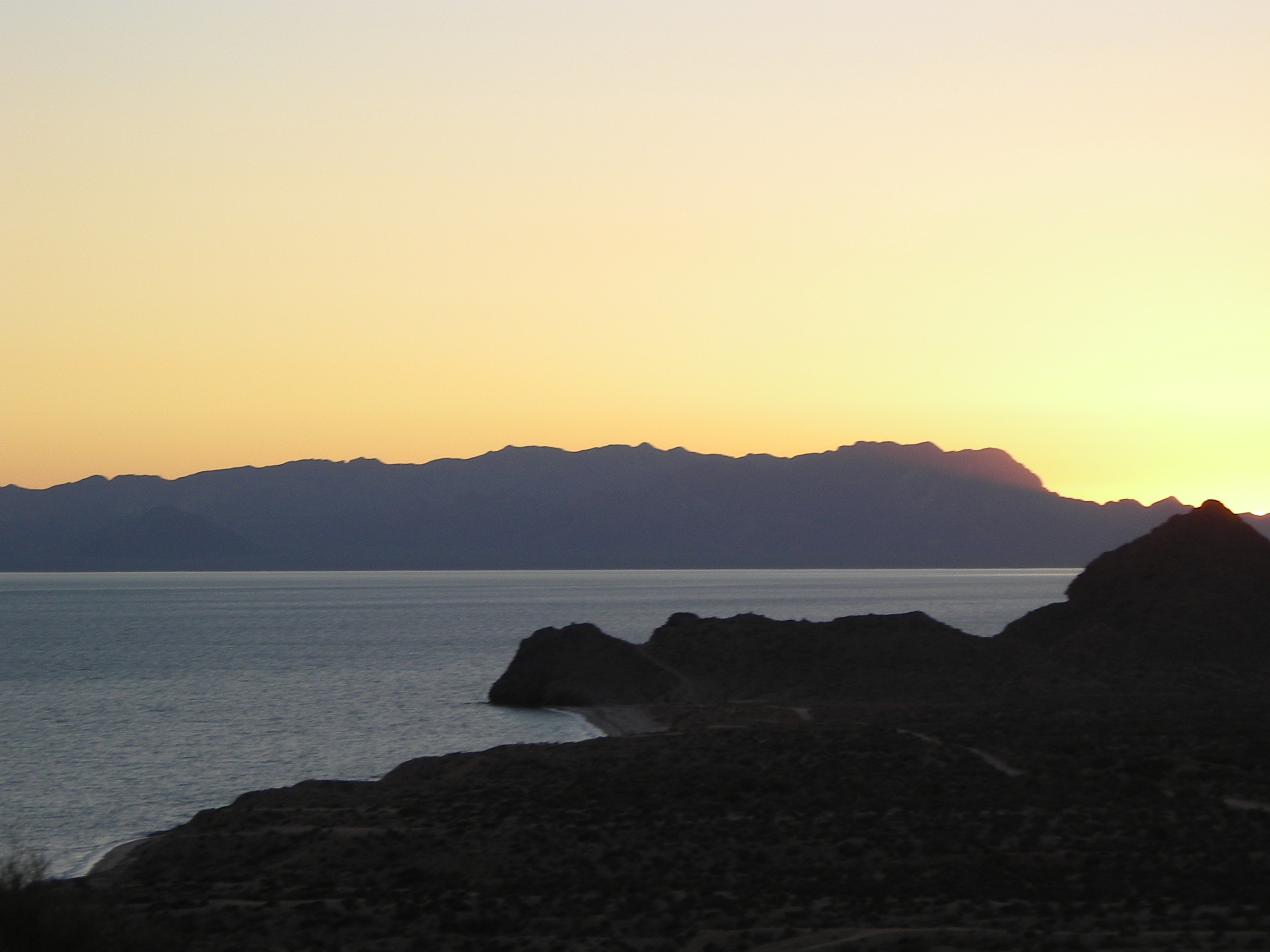
Vista para a parte sul da ilha Tiburón

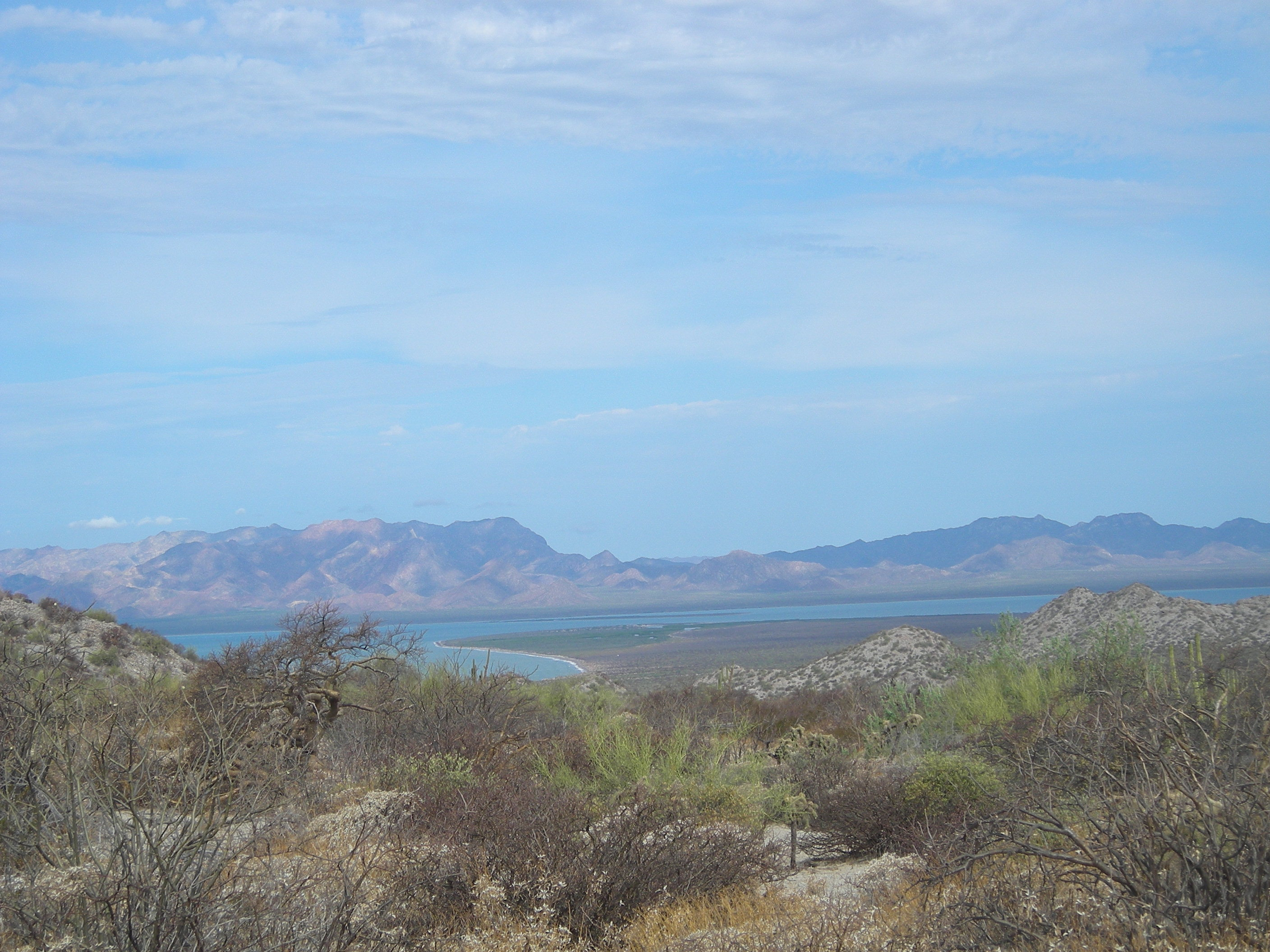
Vista para a ilha Tiburón e Punta Santa Rosa (It Iyat); o cerro grande Hast Cacöla é visível ao fundo

A fauna local é constituída por veados-mula (Odocoileus hemionus), carneiros-selvagens (Ovis canadensis), raposas e coiotes. O ponto mais alto da ilha localiza-se no cerro San Miguel, a 1450 m de altitude. A ilha é tida como propriedade dos seris, sendo a terra tradicional de alguns clãs ou grupos deste povo provavelmente desde há vários séculos. Em 1963 foi convertida em reserva natural e refúgio da fauna silvestre.
Tiburón foi a primeira ilha do Golfo da Califórnia protegida por decreto presidencial, seguida de perto por Rasa. O propósito geral de proteger esta ilha era criar um refúgio para os veados, resguardando-os da caça excessiva.